# 628 Крістіна
628 Крістіна (628 Christine) — астероїд головного поясу, відкритий 7 березня 1907 року Августом Копфом у Гейдельберзі.